# Oecetis aganda
Oecetis aganda är en nattsländeart som beskrevs av Martin E. Mosely 1936. Oecetis aganda ingår i släktet Oecetis och familjen långhornssländor. Inga underarter finns listade i Catalogue of Life.